# اشک و لبخند
اشک و لبخند فیلمی به کارگردانی شاپور قریب و نویسندگی شاپور قریب و فریدون جیرانی محصول سال ۱۳۷۳ است.

## خلاصه داستان
میترا مطلع می‌گردد که تنها فرزندش صنم به علت بیماری چند روزی بیشتر زنده نخواهد بود..

## بازیگران
- فرامرز قریبیان
- مهناز افضلی
- جمشید مشایخی
- مرتضی ضرابی
- مظفر سلطانی
- فرخ لقا هوشمند
- معصومه کریمی
- امید تبریزیان
- ملیکا شریفی نیا
- لعبت تهرانی
- علی حق فروش
- مهشید خطیبی
- احمد باقری
- رجبعلی علی قارداشی
- بهزاد نوربخش
- تینا قطبی
- هنگامه فیض الهی
- لیدا نیک فرید
- زهرا یوسفی
- کلانتری
- مریم حسینی
- الناز سلیمی
- ساغر خسروشاهی
- ستاره نیازبان
- محمدصالح سیف
- سارا امین مردوغی
- محمدرضا قریب
- زهرا امین مردوغی
- ملیکا صالحی افشار
- سالومه نیازبان
- بیتا بیدارمغز
- فریبا دادرس